# Францисканская церковь (Ротенбург-об-дер-Таубер)
Франциска́нская це́рковь (ранее — Франциска́нская це́рковь На́шей Люби́мой Госпожи́, нем. Franziskanerkirche Unserer Lieben Frau) — старейшая церковь во франконском Ротенбурге.

## История

### Францисканцы в Ротенбурге
Первые представители ордена францисканцев были посланы в Германию самим его основателем, Франциском Ассизским, уже в 1219 году. Но только в 1281 году два монаха-францисканца, отправленные в Ротенбург из города Халль, где босоногие — как их традиционно называли в средние века — обосновались почти за полвека до этого, смогли получить согласие городского совета на основание собственного монастыря. Таким образом, францисканцы оказались последним из четырёх основных нищенствующих орденов, которые были представлены в Ротенбурге. Кроме шультгейса Германа фон Хорнбурга (нем. Hermann von Hornburg), которого называли «первым и главным основателем» (лат. primus ac principalis fundator) монастыря, деятельное участие в его судьбе приняли многие знатные горожане и даже сам король Германии Рудольф I.
Несмотря на конкуренцию с Тевтонским орденом, который в лице своего магистра Конрада фон Фейхтвангена пытался полностью запретить монахам-францисканцам отправление церковных служб в Ротенбурге, их монастырь быстро расширял своё влияние на религиозную жизнь города и пополнял свою кассу. При этом примерно четверть средств составляла собранная милостыня, а остальное приходилось на оброк (нем. Gült), десятину, процентные доходы и сборы от богослужений. Монастырь, в котором находили свою обитель порядка 20 монахов, владел многочисленными лесными и земельными участками и даже собственными крепостными, а для строительства нередко получал деньги из городской казны. Связь с мирянами оставалась достаточно тесной и не ограничивалась только религиозной стороной: в стенах монастыря нередко проводил свои заседания городской совет, а простые горожане отправлялись туда на дегустацию вина и хранили там свои ценные вещи.
По количеству монахов и духовному влиянию монастырь в Ротенбурге занимал в ордене, скорее, второстепенное положение, уступая францисканским общинам Вюрцбурга, Нюрнберга, Ульма и Страсбурга. Относительно немного среди его обитателей было и известных личностей — исключая, пожалуй, художника Мартина Шварца (нем. Martin Schwarz) и проповедника Иоганна Шмидта (нем. Johann Schmidt). При разделении францисканцев на два течения — обсервантов (стремившихся к более аскетичному образу жизни и возврату ордена к идеям его основателя) и конвентуалов (предпочитавших менее строгие порядки) — монастырь в Ротенбурге остался на стороне последних.
Реформация, начавшаяся в Германии в начале XVI века, напрямую затронула и францисканцев в Ротенбурге: несколько монахов добровольно покинули монастырь, а Иоганн Шмидт, наиболее активно защищавший её идеи, был казнён на торговой площади. После того, как в 1544 году Ротенбург официально принял учение Лютера, дни францисканцев в нём были сочтены: спустя 4 года права собственности на монастырь перешли к городу, а два последних монаха оставили его, что, фактически, означало его полное закрытие. В 1559—1592 годах в его стенах была открыта городская латинская школа, позднее там жили вдовы священников, размещались оружейная комната, зернохранилище, соляная контора и, наконец, один из филиалов Института имени Гёте (в котором в 1986 году изучал немецкий язык Хорхе Марио Бергольо, будущий папа римский, принявший своё имя в честь святого Франциска Ассизского).

### Строительство и реставрация церкви
К моменту начала строительства церкви Францисканского монастыря (1282 год) на выбранном под неё участке земли находилась лишь небольшая часовня, источник воды и липа, а сам он располагался в непосредственной близости со скотным рынком. Строительные работы длились несколько десятилетий и 29 мая 1309 года в присутствии королевы Маргариты Брабантской епископом Филиппом фон Айхштеттом (нем. Philipp von Eichstätt) были освящены её восточный хор и главный алтарь. Возведение остального здания было завершено в 1337 году и с тех пор оно в целом сохраняет свой первоначальный облик.
Первые реставрационные работы были проведены уже в 1602 году, а в конце XIX века были восстановлены хор и покрытие пола. Следующие этапы реставрации относятся к XX веку, когда, в частности, были отремонтированы несущие конструкции крыши и установлена система обогрева страдавшего от повышенной сырости здания (в некоторых местах влажность воздуха достигает 100 %).

### Использование
В течение нескольких столетий Францисканская церковь была неразрывно связана с историей города и его жителей, а для многих поколений городской знати и дворян из близлежащих поместий она служила и после их смерти: уже в качестве усыпальницы. Изначально она являлась составной частью Францисканского монастыря и одновременно местом молитв и богослужений для городского населения. В начале XIX века собственником церкви стало только что образованное королевство Бавария, которое в 1871 году передало все права городской церковной общине св. Иакова. Всё это время во Францисканской церкви не прекращались религиозные службы, в том числе и католические, а однажды — это случилось 6 мая 1945 года, после вступления в город американских войск — в ней состоялось и иудейское богослужение.
В настоящее время бывшая церковь францисканцев открыта для посещения ежедневно, а с января по март — по выходным. По субботам в ней проводятся богослужения, а также концерты органной и хоровой музыки, чему способствует отличная акустика помещения. Кроме того, она рекомендована для посещения участвующим в велосипедных турах в качестве так называемой «церкви велосипедных дорожек» (нем. Radwegekirche).

## Архитектурные особенности
В архитектурном отношении Францисканская церковь в Ротенбурге позволяет проследить влияние сакральных строений нищенствующих орденов XIII века, особенно, церкви Святого Мартина во Фрайбурге. Согласно архитектурным традициям ордена босоногих, не позволявшим излишней роскоши, она не имеет отдельно стоящих башен, своды перекрывают только хор, а выбор мотивов витражей строго ограничен. Известная доля архитектурной небрежности, характерная для их стиля, видна, в частности, по выступающим из стен консолям и неидеально совмещённому со строительными осями верхнему ярусу центрального нефа.
В целом здание Францисканской церкви является трёхнефной базиликой с двухскатной крышей и боковой башенкой, пристроенной с юга ризницей и вытянутым полигональным хором. Некоторые её элементы (как например, форму хора) можно отнести к позднему романскому искусству, но остальные детали и архитектурные решения позволяют классифицировать её как типичного представителя ранней высокой готики. Восточная, противоположная хору стена, образует с северной и южной стенами косой угол, вписываясь тем самым в проходившую рядом улочку (что ещё раз подтверждает характерный для европейских городов позднего Средневековья приоритет общественного интереса над религиозным).

## Интерьер
К числу главных отличительных особенностей Францисканской церкви относится установленный уже в XIV веке леттнер — перегородка, отделяющая хор, где раньше могли молиться только монахи, от основного здания, предназначенного для мирян и проведения богослужений. Из восьми алтарей, которые некогда были установлены в церкви, четыре располагались в нишах леттнера, а его центральная часть в виде арки служит ныне проходом к хору. Один из них — созданный известным немецким скульптором Тильманом Рименшнейдером и посвящённый Людовику Тулузскому — находится ныне в церкви Святого Иакова.
Особого упоминания заслуживают многочисленные захоронения внутри церкви — первое из которых было сделано в 1285 году в только ещё строящемся здании, а последнее относится к 1789 году — в том числе двойная гробница Ганса фон Пойлендорфа (нем. Hans von Peulendorf) и его жены Маргариты, расположенная у колонны рядом с леттнером.
Другой достопримечательностью является изготовленный примерно в 1490 году тем же Рименшнейдером и отреставрированный в 1979 году алтарь Святого Франциска, на котором изображена сцена принятия стигматов. Ещё одна работа этого мастера, являвшаяся некогда частью ретабло Францисканской церкви и изображающая оплакивающих Христа женщин, находится ныне в собрании скульптур Государственных музеев Берлина.
Внутренние стены изначально были выкрашены в красный цвет, теперь на них можно видеть многочисленные фамильные гербы XVII—XVIII веков и украшенные резными фигурами и эпитафиями надгробные плиты, часть которых датирована XV столетием. В интерьере Францисканской церкви церкви сохранились и некоторые из скульптур, изображающие, в частности Богородицу и Святого Либория. Деревянная скамья в хоре (изготовленная около 1380 года), а также кафедра (1560 год) были перенесены сюда из других городских церквей. В свою очередь цикл из 12 картин (1494 год), принадлежавший руке Мартина Шварца и его учеников и изображающий Страсти Христовы, после реставрации XIX века так больше не вернулся на его прежнее место на леттнере (сейчас там находятся их копии).
Первый упоминаемый орган Францисканской церкви (располагавшийся с южной стороны возле леттнера) по форме напоминал гнездо ласточки и в конце XVI века был перенесён в церковь Св. Иакова. Второй — сооружённый в 1693 году — также не дошёл до наших дней. Наконец, в 1889 году известным немецким мастером Иоганессом Штребелем (нем. Johannes Strebel) на западных эмпорах был установлен нынешний орган с 14 регистрами и двумя мануалами (отреставрирован в 1992 году).